# Heterocrypta colombiana
Heterocrypta colombiana is een krabbensoort uit de familie van de Parthenopidae. De wetenschappelijke naam van de soort is voor het eerst geldig gepubliceerd in 1940 door Garth.